# Choretrum
- Commons
- Wikispecies

Choretrum é um género botânico pertencente à família Santalaceae.